# Stazione di Genova Pegli
Stazione di Genova Pegli vasútállomás Olaszországban, Genova településen.

## Vasútvonalak
Az állomást az alábbi vasútvonalak érintik:
- Genova–Ventimiglia-vasútvonal

## Kapcsolódó állomások
A vasútállomáshoz az alábbi állomások vannak a legközelebb:
- Sant’Antonio railway halt
- Multedo railway halt